# 益山平沢高速道路
益山平沢高速道路（イクサンピョンテクこうそくどうろ、17号線）は、大韓民国全北特別自治道益山市から忠清南道を経由し、京畿道平沢市に至る高速道路である。京畿道平沢市玄徳面から浦升邑に至る支線である益山平沢高速道路支線（173号）を持つ。

## 概要
交通量が飽和状態である西海岸高速道路の西海大橋と、湖南高速道路の車嶺トンネルをバイパスする路線かつ高速道路の接近性の劣っていた忠清南道の内陸部に新たな南北方向の高速道路として計画された路線である。民間事業者によって事業が進められているが、湖南高速道路の論山～天安間（旧・論山天安高速道路）が民営事業者による営業状態であるため、事業区間を分け、扶余～平沢間のみが一期区間として2024年完成された。残りの益山～扶余間の二期区間は2034年を目処に事業が計画中である。
路線番号の17号は平沢坡州高速道路と同じであるが、高速道路の相互連絡はなく、国道43号を経由しなければならないため別路線となっている。なお、書類上の本線の終点は国道43号と接続する安仲ICとなっているが、施設上の線形は玄徳JCTから分岐する形となっている。書類上の支線である173号益山平沢高速道路支線は、施設上（線形）は本線であり、扶余九龍IC～玄徳JCT間の本線と連結されている。

### 路線データ
- 起点：全北特別自治道益山市王宮面（益山JCT）
  - 開通区間は忠清南道扶余郡九龍面（扶余九龍IC）から
- 終点：京畿道平沢市安仲邑（安仲IC）
- 支線は京畿道平沢市玄徳面（玄徳JCT）～浦升邑（浦升JCT）
- 全長
  - 本線87.8km（開通区間のみ、計画130.8km）
  - 支線6.6km
- 制限最高速度 100 km/h
- 制限最低速度 50 km/h
- 管理会社：西部内陸高速道路（2024年～2064年[2]）
- 車線数
  - 本線・牙山JCT（仮称）～安仲IC：6車線
  - 本線・上記以外：4車線（但し、玄徳JCTのランプ区間のみ2車線）
  - 支線：全区間4車線

## 歴史
- 2014年12月18日 「平沢～扶余～益山（西部内陸）高速道路」事業（仮称）が民間投資事業として指定[1]
- 2018年1月12日 高速国道17号益山平沢高速道路・高速国道173号益山平沢高速道路支線を新たに指定[3]
- 2019年12月6日 「平沢～扶余～益山（西部内陸）高速道路」民間投資事業の実施計画が承認[4]
- 2024年12月10日 17号本線の扶余九龍IC～安仲IC間、173号支線の玄徳JCT～浦升JCT間開通[5]

## インターチェンジなど

### 本線
- ハイパス専用のインターチェンジ（HIC）は背景色     で示す。施設名欄の背景色が     である部分は施設が供用されていない、または完成していないことを示す。

| IC 番号 | 施設名                            | 施設名                                       | 接続路線名                                                    | 起点 から (km) | 備考                               | 所在地        | 所在地        |
| 計画中  | 計画中                            | 計画中                                       | 計画中                                                        | 計画中         | 計画中                             | 計画中        | 計画中        |
| ------- | --------------------------------- | -------------------------------------------- | ------------------------------------------------------------- | -------------- | ---------------------------------- | ------------- | ------------- |
| 4       | 扶余九龍IC                        | 부여구룡 나들목                              | 国道4号（大百済路）                                           | 43.0           |                                    | 忠清南道      | 扶余郡        |
| 5       | 扶余JCT                           | 부여 분기점                                  | 高速国道151号舒川公州線                                       | 46.4           | 平沢方面と舒川方面のみ連絡（暫定） | 忠清南道      | 扶余郡        |
| 6       | 青陽IC                            | 청양 나들목                                  | 国道29号（忠節1路） 国道36号（大青路）                        | 63.9           |                                    | 忠清南道      | 青陽郡        |
| SA 7    | 礼山礼唐湖SA 礼山礼唐湖ハイパスIC | 예산예당호 휴게소 예산예당호 하이패스 나들목 | 地方道619号（礼唐路） 礼山郡道6号（礼唐観光路）               | 86.7           |                                    | 忠清南道      | 礼山郡        |
| 8       | 礼山JCT                           | 예산 분기점                                  | 高速国道30号瑞山盈徳線                                        | 91.1           |                                    | 忠清南道      | 礼山郡        |
| 9       | 礼山秋史古宅（新岩）IC            | 예산추사고택 (신암) 나들목                   | 国道32号（礼唐平野路） 礼山郡道20号（秋史路）                 | 100.8          |                                    | 忠清南道      | 礼山郡        |
| 10      | 新昌IC（仮称）                    | 신창 나들목 (가칭)                           | 国家支援地方道70号（忠節路）                                  | 112.6          | 事業中                             | 忠清南道      | 牙山市        |
| 11      | 牙山JCT（仮称）                   | 아산 분기점 (가칭)                           | 高速国道32号唐津清州線                                        | 118.0          | 事業中                             | 忠清南道      | 牙山市        |
| 12      | 霊仁IC                            | 영인 나들목                                  | 国道39号（牙山路）                                            | 119.0          |                                    | 忠清南道      | 牙山市        |
| SA 13   | 平沢湖SA 平沢湖ハイパスIC         | 평택호 휴게소 평택호 하이패스 나들목         | 平沢湖2キル                                                   | 124.7          |                                    | 京畿道 平沢市 | 京畿道 平沢市 |
| 14      | 玄徳JCT                           | 현덕 분기점                                  | 高速国道173号益山平沢支線（連結）                             | 126.1          |                                    | 京畿道 平沢市 | 京畿道 平沢市 |
| 17      | 安仲IC                            | 안중 나들목                                  | 国道43号（世宗平沢路） 国道43号経由平沢坡州高速道路梧城IC連絡 | 130.8          |                                    | 京畿道 平沢市 | 京畿道 平沢市 |

### 支線
- 全区間京畿道平沢市所在。

| IC 番号                                          | 施設名                                           | 施設名                                           | 接続路線名                                       | 起点 から (km)                                   | 備考                                             |
| 益山平沢高速道路（本線） 礼山JCT・扶余九龍IC方面 | 益山平沢高速道路（本線） 礼山JCT・扶余九龍IC方面 | 益山平沢高速道路（本線） 礼山JCT・扶余九龍IC方面 | 益山平沢高速道路（本線） 礼山JCT・扶余九龍IC方面 | 益山平沢高速道路（本線） 礼山JCT・扶余九龍IC方面 | 益山平沢高速道路（本線） 礼山JCT・扶余九龍IC方面 |
| ------------------------------------------------ | ------------------------------------------------ | ------------------------------------------------ | ------------------------------------------------ | ------------------------------------------------ | ------------------------------------------------ |
| 14                                               | 玄徳JCT                                          | 현덕 분기점                                      | 高速国道17号益山平沢線（連結）                   | 0.0                                              |                                                  |
| 15                                               | 浦升IC                                           | 포승 나들목                                      | 国道38号（西東大路）                             | 4.6                                              |                                                  |
| 16                                               | 浦升JCT                                          | 포승 나들목                                      | 高速国道15号西海岸線                             | 6.6                                              |                                                  |